# Hospitalfield House

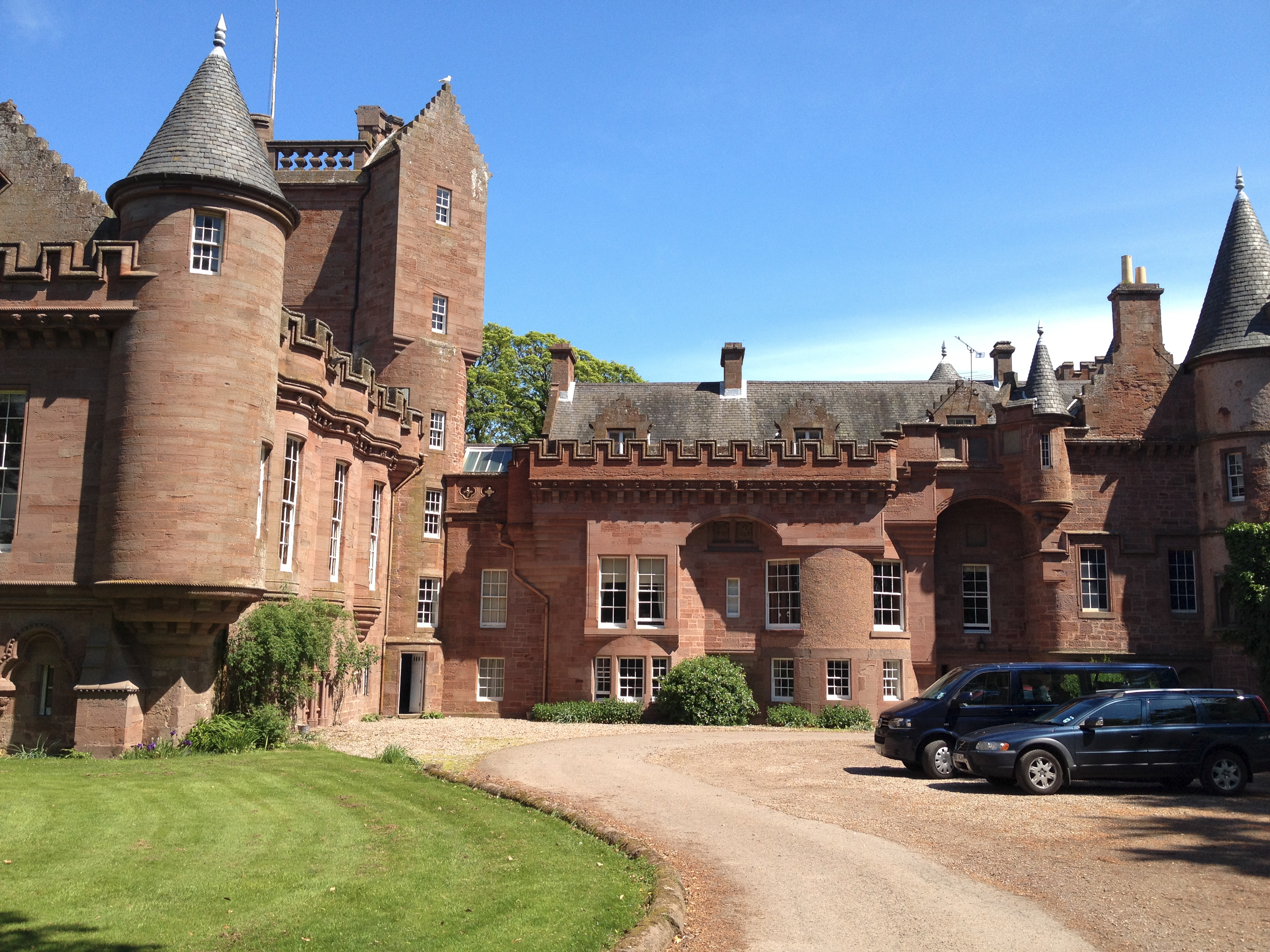
Hospitalfield House

Hospitalfield House ist eine Villa in der schottischen Kleinstadt Arbroath in der Council Area Angus. 1971 wurde das Bauwerk in die schottischen Denkmallisten in der höchsten Denkmalkategorie A aufgenommen.

## Geschichte
Die Mönche der nahegelegenen Arbroath Abbey errichteten im 14. Jahrhundert am Standort ein Leprosenhaus, das Hospital of St John the Baptist. Die frühe post-reformatorische Geschichte dieser Einrichtung ist unklar. Im 17. Jahrhundert scheint sich dort zumindest ein gehobenes Wohngebäude befunden zu haben. James Fraser, Pfarrer von Arbroath, erwarb das Anwesen im Jahre 1664. Bis 1890 blieb es in Familienbesitz. Durch Heirat mit der Erbin gelangte die Villa 1843 in den Besitz des schottischen Malers und Architekten Patrick Allan Fraser. Bis in die 1870er Jahre erweiterte er Hospitalfield House, das er selbst bewohnte. Auch die Entwürfe stammen von Fraser. Vermutlich integrierte er das aus dem 17. Jahrhundert stammende Gebäude in die neue Struktur.
Im frühen 19. Jahrhundert verbrachte der schottische Schriftsteller Walter Scott einige Zeit in Hospitalfield House. Es gilt als Vorlage der Villa Monkbarns in Scotts Roman The Antiquary. Testamentarisch verfügte Fraser, dass Hospitalfield House zur Förderung der Künste weiterbetrieben werden soll. Hierzu wurde 1902 eine Stiftung gegründet. Sie betreibt dort eine Kunstschule, die verschiedene moderne schottische Maler besuchten.